# Pseudolucia sibylla
Pseudolucia sibylla is een vlinder uit de familie van de Lycaenidae. De wetenschappelijke naam van de soort is voor het eerst gepubliceerd in 1871 door William Forsell Kirby.
De soort komt voor in Chili.